# موتال
موتال (به لاتین: Motal) یک منطقهٔ مسکونی در بلاروس است که در Motaĺ Sieĺsaviet واقع شده‌است. موتال ۲۸۰٫۴ متر بالاتر از سطح دریا واقع شده‌است.